# Tesla Energy
A Tesla Energy a Tesla, Inc. tiszta energiával foglalkozó leányvállalata, amelynek székhelye a kaliforniai Fremontban található, és amely fotovoltaikus napenergia-termelő rendszereket, akkumulátoros energiatároló termékeket, valamint egyéb kapcsolódó termékeket és szolgáltatásokat fejleszt, gyárt, értékesít és telepít lakossági, kereskedelmi és ipari fogyasztók számára.
A leányvállalatot 2015. április 30-án alapították, amikor Elon Musk, a Tesla vezérigazgatója bejelentette, hogy a vállalat az elektromos autókhoz kifejlesztett akkumulátortechnológiát a Powerwall nevű otthoni energiatároló rendszerre is alkalmazza. 2016 novemberében a Tesla egy 2,6 milliárd dolláros üzlet keretében felvásárolta a SolarCityt, és a Tesla Energy üzletágát napenergia-termeléssel egészítette ki. Az üzlet ellentmondásosnak bizonyult, mivel a felvásárlás idején a SolarCity likviditási problémákkal küzdött.
A vállalat jelenlegi energiatermelő termékei közé tartoznak a napelemek (amelyeket más cégek gyártanak a Tesla számára), a Tesla Solar Roof (egy napelemes zsindelyrendszer) és a Tesla Solar Inverter. A Powerwallon kívül a vállalat nagyméretű energiatároló rendszereket is gyárt Powerpack és Megapack néven. A Tesla az energetikai hardvertermékeit támogató szoftveres ökoszisztémát fejlesztett ki.
A vállalat 2020-ban 205 megawatt (MW) teljesítményű napenergia-rendszereket helyezett üzembe (ez a harmadik hely az amerikai lakossági napenergia-berendezések között), és 3 gigawattóra (GWh) akkumulátoros energiatároló terméket helyezett üzembe.

## Története

### A Tesla terjeszkedése az akkumulátoros energiatárolás területén
Ahogy a Tesla, Inc. fejlesztette az akkumulátorokat az elektromos autó üzletágához, a vállalat kísérletezni kezdett az akkumulátorok energiatárolásra való felhasználásával is. A Tesla 2012-től kezdődően néhány ipari ügyfél telephelyén telepített prototípus akkumulátorcsomagokat (későbbi nevén Powerpack). 2013 novemberében a Tesla bejelentette, hogy felépíti a Giga Nevadát, a lítium-ion akkumulátorok gyártására szolgáló gyárat.
A Tesla Energy márkanév 2015. április 30-án került bevezetésre, amikor Elon Musk vezérigazgató bejelentette, hogy a vállalat akkumulátor-technológiáját egy Powerwall nevű otthoni energiatároló rendszerben fogja alkalmazni. Ötszáz kísérleti egységet építettek és telepítettek 2015 folyamán, amelyek mindegyike a Tesla Fremont gyárában készült. A Giga Nevada gyár 2016 első negyedévében kezdte meg a Powerwallok és Powerpackok korlátozott gyártását máshol gyártott akkumulátorcellák felhasználásával, majd 2017 januárjában megkezdődött a cellák tömeggyártása.

### A Tesla megveszi a SolarCity-t
A testvérek, Peter és Lyndon Rive, Elon Musk, a Tesla vezérigazgatójának unokatestvérei 2006-ban alapították a SolarCityt, hogy napenergia-termelő rendszereket, valamint más kapcsolódó termékeket és szolgáltatásokat értékesítsenek és telepítsenek lakossági, kereskedelmi és ipari ügyfeleknek. Musk állítólag javasolta a Rive testvéreknek a napelemes cég ötletét, és később ő volt a SolarCity elnöke.
2014 júniusában a SolarCity kötelezettséget vállalt egy második, később Giga New Yorknak nevezett gyár építésére a New York állambeli Buffalóban, amely fotovoltaikus cellákat gyártana, és háromszor akkora lenne, mint a következő legnagyobb fotovoltaikus gyártóüzem az Egyesült Államokban.
2016-ra a SolarCity több mint 325 000 ügyfélnek telepített napenergia-rendszereket, és az Egyesült Államok egyik legnagyobb napelemes telepítő cégévé vált.
2016. augusztus 1-jén a Tesla bejelentette, hogy felvásárolja a SolarCity-t egy 2,6 milliárd dolláros, teljes egészében részvényekből álló felvásárlás keretében. A Tesla küldetése a megalakulása óta az, hogy "felgyorsítsa a világ fenntartható energiára való átállását." Musk szerint a felvásárlás előmozdítja a Tesla tervét, hogy segítse a világot abban, hogy a szénhidrogént bányászó és égető gazdaságról a napenergiával működő gazdaságra térjen át. A bejelentés (a felvásárlás előnyeiként) működési és költségszinergiákat említett, valamint azt, hogy lehetővé teszi a Tesla meglévő akkumulátoros energiatároló termékek részlegének termékeinek integrált értékesítését. Az ügylet bejelentése a Tesla részvényárfolyamának több mint 10%-os esését eredményezte.
A felvásárlási javaslatot a trösztellenes szabályozó hatóságok 2016 augusztusában jóváhagyták. 2016. november 17-én a Tesla és a SolarCity független részvényeseinek több mint 85%-a megszavazta a felvásárlás jóváhagyását, így az ügylet 2016. november 21-én zárulhatott le.
Néhány befektető kritizálta az üzletet, és "elhibázott erőfeszítésnek nevezte két olyan vállalat megmentésére, amelyek a befektetőkre és a kormányra támaszkodnak a működési készpénz tekintetében." Az akvizíció idején a SolarCity likviditási problémákkal küzdött; a Tesla részvényeseit azonban nem tájékoztatták. Ennek következtében több részvényesi csoport 2018-ban pert indított Musk és a Tesla igazgatói ellen, azt állítva, hogy a SolarCity megvásárlása kizárólag Musk javára és a Tesla és részvényesei kárára történt. A tárgyalást 2020-ra tervezték, de a bíróság a tárgyalást a koronavírus-járvány miatt elhalasztotta.